# Nestore Cinelli
Nestore Cinelli (Ancona, 8 febbraio 1878 – Roma, 1º maggio 1947) è stato un ingegnere e urbanista italiano.

## Biografia
Una figura interessante e discussa dell'architettura italiana nel trentennio 1910-1940. Già Ingegnere Capo del Comune di Ancona dal 1904 e autore di un primo piano regolatore del Rione Adriatico, poi rivisto da Federico Federiconi, si trasferisce negli anni venti nella capitale, dove opera per il Comune di Roma e per la realizzazione del Piano Regolatore, collaborando a lungo con Marcello Piacentini. Si rende protagonista di una serie di progetti azzardatissimi, supportati dal Sindacato Nazionale Fascista Ingegneri che sottopone a Benito Mussolini, che prevedono la creazione di una strada sopraelevata da Piazza Venezia, come inizio della Via del Mare, un progetto di metropolitana, una strada sotterranea che dovrebbe sbucare a Muro Torto. Compromessosi con il fascismo venne in seguito emarginato.

## Omaggi
- Il Comune di Roma gli ha dedicato una strada.